# Seznam medailistů na mistrovství Československa a Česka mužů v běhu na 110 m překážek

### Muži
| Rok          | Místo              | Zlato                              | Výkon         | Stříbro              | Bronz                        |
| ------------ | ------------------ | ---------------------------------- | ------------- | -------------------- | ---------------------------- |
| MR ČSR 1945  | Praha              | Jan Mrázek                         | 15,6          | Milan Tošnar         | Milan Jandera                |
| MR ČSR 1946  | Praha              | Milan Tošnar                       | 15,8          | Milan Jandera        | Alois Krul                   |
| MR ČSR 1947  | Praha              | Milan Tošnar                       | 15,1          | Alois Krul           | Arnošt Schneider             |
| MR ČSR 1948  | Praha              | Milan Tošnar                       | 15,1          | Jaroslav Vostatek    | Jan Mrázek                   |
| MR ČSR 1949  | Praha              | Milan Tošnar                       | 14,9          | Jan Mrázek           | Jaroslav Vostatek            |
| MR ČSR 1950  | Bratislava         | Milan Tošnar                       | 15,1          | Antonín Honzík       | Jan Mrázek                   |
| MR ČSR 1951  | Brno               | Jan Mrázek                         | 15,1          | Milan Tošnar         | Alois Krul                   |
| MR ČSR 1952  | Praha              | Jan Mrázek                         | 15,0          | Milan Tošnar         | Alois Krul                   |
| MR ČSR 1953  | Praha              | Jan Mrázek                         | 15,1          | Milan Tošnar         | Alois Krul                   |
| MR ČSR 1954  | Ostrava            | Milan Tošnar                       | 15,0          | Jan Mrázek           | Milan Hon                    |
| MR ČSR 1955  | Brno               | Ivan Veselský                      | 15,2          | Václav Bečvárovský   | Milan Tošnar                 |
| MR ČSR 1956  | Bratislava         | Ivan Veselský                      | 14,7          | Václav Bečvárovský   | Jan Mrázek                   |
| MR ČSR 1957  | Praha              | Ivan Veselský                      | 15,4          | Antonín Honzík       | Rudolf Houfek                |
| MR ČSR 1958  | Ostrava            | Ivan Veselský                      | 14,5          | Václav Bečvárovský   | Jan Mrázek                   |
| MR ČSR 1959  | Praha              | Ivan Veselský                      | 14,6          | Ivan Pechar          | Jiří Šimůnek                 |
| MR ČSSR 1960 | Brno               | Ivo Pechar                         | 14,7          | Pavel Kurfürst       | Ivan Veselský                |
| MR ČSSR 1961 | Praha              | Pavel Kurfürst                     | 14,6          | Milan Čečman         | Jiří Černošek                |
| MR ČSSR 1962 | Ostrava            | Jiří Černošek                      | 14,8          | Ivan Čierny          | Milan Čečman                 |
| MR ČSSR 1963 | Hradec Králové     | Jiří Černošek                      | 14,5          | Ivan Čierny          | Milan Čečman                 |
| MR ČSSR 1964 | Praha              | Milan Čečman                       | 14,3          | Jiří Černošek        | Ivan Čierny                  |
| MR ČSSR 1965 | Zábřeh             | Milan Čečman                       | 14,2          | Ivan Čierny          | Jiří Černošek                |
| MR ČSSR 1966 | Třinec             | Milan Čečman                       | 14,0          | Jiří Černošek        | Tomislav Němčanský           |
| MR ČSSR 1967 | Sokolov            | Milan Čečman                       | 13,9          | Milan Kotík          | Lubomír Nádeníček            |
| MR ČSSR 1968 | Jablonec nad Nisou | Lubomír Nádeníček                  | 13,6          | Milan Čečman         | Milan Kotík                  |
| MR ČSSR 1969 | Považská Bystrica  | Ivan Čierny a František Slavotínek | 13,9          | xxx                  | Milan Čečman                 |
| MR ČSSR 1970 | Ostrava            | Lubomír Nádeníček                  | 14,1          | František Slavotínek | Ivan Sedláček                |
| MR ČSSR 1971 | Praha              | Lubomír Nádeníček                  | 13,8          | Miroslav Rosa        | Petr Čech                    |
| MR ČSSR 1972 | Praha              | Lubomír Nádeníček                  | 13,7          | Petr Čech            | František Slavotínek         |
| MR ČSSR 1973 | Banská Bystrica    | Lubomír Nádeníček                  | 13,6          | Vlastimil Hoferek    | Petr Čech                    |
| MR ČSSR 1974 | Praha              | Petr Čech                          | 13,7          | Lubomír Nádeníček    | Vlastimil Hoferek            |
| MR ČSSR 1975 | Bratislava         | Július Ivan                        | 14,0          | Jiří Čeřovský        | Lubomír Nádeníček            |
| MR ČSSR 1976 | Třinec             | Jiří Čeřovský                      | 14,22         | Lubomír Nádeníček    | František Slavotínek         |
| MR ČSSR 1977 | Ostrava            | Petr Čech                          | 14,05         | Jiří Čeřovský        | Petr Lukeš                   |
| MR ČSSR 1978 | Praha              | Petr Čech                          | 14,01         | Július Ivan          | Miloslav Tauber              |
| MR ČSSR 1979 | Praha              | Július Ivan                        | 14,05         | Jiří Čeřovský        | Petr Lukeš                   |
| MR ČSSR 1980 | Praha              | Július Ivan                        | 13,88         | Jan Těšitel          | Miloslav Tauber              |
| MR ČSSR 1981 | Ostrava            | Július Ivan                        | 13,55         | Jiří Čeřovský        | Zdeněk Farský                |
| MR ČSSR 1982 | Praha              | Jan Těšitel                        | 14,30         | Tomáš Beneš          | Zdeněk Farský                |
| MR ČSSR 1983 | Praha              | Július Ivan                        | 13,90         | Jan Těšitel          | Vladimír Dlouhý              |
| MR ČSSR 1984 | Praha              | Jiří Hudec                         | 13,87         | Jan Těšitel          | Aleš Höffer                  |
| MR ČSSR 1985 | Praha              | Aleš Höffer                        | 13,92         | Pavel Šáda           | Petr Mucha                   |
| MR ČSSR 1986 | Bratislava         | Pavel Šáda                         | 14,13         | Petr Obdržálek       | Petr Mucha                   |
| MR ČSSR 1987 | Třinec             | Aleš Höffer                        | 13,60         | Jiří Hudec           | Pavel Šáda                   |
| MR ČSSR 1988 | Praha              | Pavel Šada                         | 14,13         | Petr Obdržálek       | Petr Mucha                   |
| MR ČSSR 1989 | Banská Bystrica    | Aleš Höffer                        | 13,79         | Pavel Šáda           | Igor Kováč                   |
| MR ČSFR 1990 | Praha              | Igor Kováč                         | 13,87         | Jiří Hudec           | Petr Obdržálek               |
| MR ČSFR 1991 | Ostrava            | Igor Kováč                         | 13,63         | Jiří Hudec           | Petr Obdržálek               |
| MR ČSFR 1992 | Nitra              | Jiří Hudec                         | 13,3          | Robert Změlík        | Radek Šimůnek                |
| MR ČR 1993   | Jablonec nad Nisou | Jiří Hudec                         | 13,98         | Matěj Haranta        | Radek Šimůnek                |
| MR ČR 1994   | Jablonec nad Nisou | Tomáš Dvořák                       | 14,04         | Viktor Zbožínek      | Jiří Hudec                   |
| MR ČR 1995   | Ostrava            | Tomáš Dvořák                       | 14,02         | Radek Šimůnek        | Viktor Zbožínek              |
| MR ČR 1996   | Praha              | Tomáš Dvořák                       | 13,74         | Robert Změlík        | Viktor Zbožínek              |
| MR ČR 1997   | Třinec             | Tomáš Dvořák                       | 13,66         | Viktor Zbožínek      | Roman Šebrle a Matěj Haranta |
| MR ČR 1998   | Jablonec nad Nisou | Tomáš Dvořák                       | 13,98         | Pavel Bureš          | Jiří Pavel                   |
| MR ČR 1999   | Ostrava            | Tomáš Dvořák                       | 13,72         | Roman Šebrle         | Pavel Bureš                  |
| MR ČR 2000   | Plzeň              | Tomáš Dvořák                       | 13,85         | Roman Šebrle         | Pavel Bureš                  |
| MR ČR 2001   | Jablonec nad Nisou | Tomáš Dvořák                       | 14,05         | Ladislav Burdel      | Pavel Ďurica                 |
| MR ČR 2002   | Ostrava            | Roman Šebrle                       | 14,01         | Michal Pavlas        | Pavel Ďurica                 |
| MR ČR 2003   | Olomouc            | Stanislav Sajdok                   | 13,97         | Jan Čech             | Michal Krejčí                |
| MR ČR 2004   | Plzeň              | Stanislav Sajdok                   | 13,79         | Jan Čech             | Roman Šebrle                 |
| MR ČR 2005   | Kladno             | Stanislav Sajdok                   | 13,90         | Petr Svoboda         | Jan Čech                     |
| MR ČR 2006   | Praha              | Stanislav Sajdok                   | 13,79         | Štěpán Tesařík       | Jan Čech                     |
| MR ČR 2007   | Třinec             | Petr Svoboda                       | 13,80         | Stanislav Sajdok     | Michal Krejčí                |
| MR ČR 2008   | Tábor              | Stanislav Sajdok                   | 13,70         | Michal Krejčí        | Jiří Smola                   |
| MR ČR 2009   | Praha              | Tomáš Kavka                        | 14,23         | Michal Krejčí        | Martin Pokorný               |
| MR ČR 2010   | Třinec             | Petr Svoboda                       | 13,36         | Martin Mazáč         | Stanislav Sajdok             |
| MR ČR 2011   | Brno               | Martin Mazáč                       | 13,62         | Tomáš Kavka          | Petr Peňáz                   |
| MR ČR 2012   | Vyškov             | Petr Peňáz                         | 13,87         | Václav Sedlák        | Tomáš Kavka                  |
| MR ČR 2013   | Tábor              | Martin Mazáč                       | 13,48         | Petr Peňáz           | Jan Carda                    |
| MR ČR 2014   | Ostrava            | Petr Svoboda                       | 13,50         | Josef Polách         | Michal Říha                  |
| MR ČR 2015   | Plzeň              | Petr Svoboda                       | 13,54         | Václav Sedlák        | Martin Mazáč                 |
| MR ČR 2016   | Tábor              | Petr Peňáz                         | 14,00         | Václav Sedlák        | Marek Lukáš                  |
| MR ČR 2017   | Třinec             | Václav Sedlák                      | 13,91         | David Sklenář        | Martin Pokorný               |
| MR ČR 2018   | Kladno             | David Sklenář                      | 14,20         | David Ryba           | Jiří Kubeš                   |
| MR ČR 2019   | Brno               | Jiří Sýkora                        | 14,15         | Michal Brož          | David Ryba                   |
| MR ČR 2020   | Plzeň              | Jan Kisiala                        | 14,33         | Jiří Sýkora          | David Ryba                   |
| MR ČR 2021   | Zlín               | Petr Svoboda                       | 13,78         | David Ryba           | Vilém Stráský                |
| MR ČR 2022   | Hodonín            | Petr Svoboda                       | 13,25 Rek. MR | David Ryba           | Martin Janský                |
| MR ČR 2023   | Tábor              | Štěpán Schubert                    | 13,86         | Ondřej Kopecký       | Jonáš Kolomazník             |
| MR ČR 2024   | Zlín               | Vilém Stráský                      | 13,95         | Štěpán Štefko        | Jonáš Kolomazník             |
| MR ČR 2025   |                    |                                    |               |                      |                              |